# Alexandre Samokoutiaïev
Alexandre Mikhaïlovitch Samokoutiaïev (en russe : Александр Михайлович Самокутяев), né le 13 mars 1970 à Penza (Union soviétique), est un cosmonaute et homme politique russe.
Samokoutiaïev est désigné comme ingénieur de vol de la mission Soyouz TMA-21 qui a été lancée en avril 2011 en direction de la station spatiale internationale.

## Vols réalisés

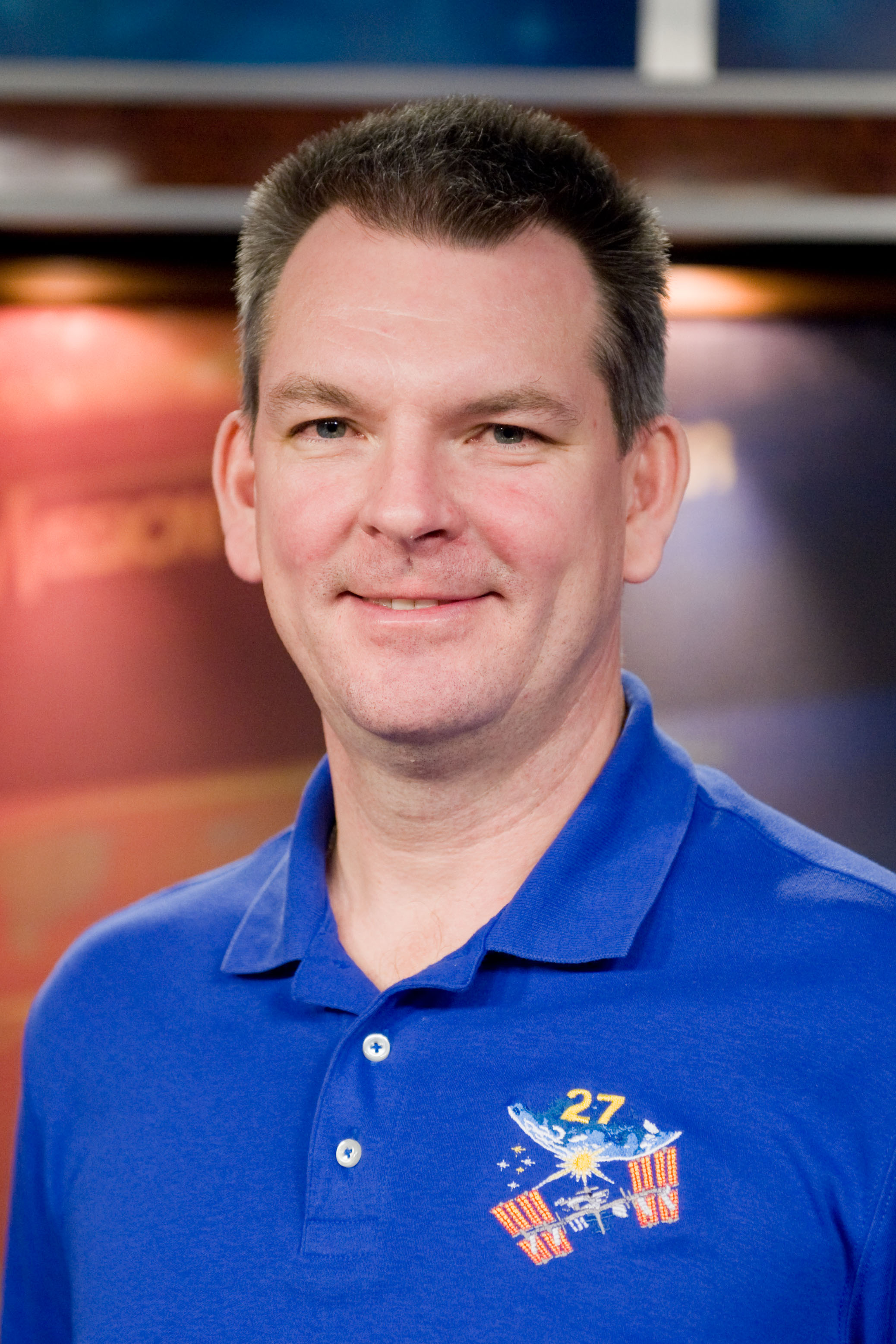
Alexandre Mikhaïlovitch Samokoutiaïev en 2011.

Samokoutiaïev participe aux missions Expédition 27 et Expédition 28, rejoignant l'ISS le 4 avril 2011, à bord du vaisseau Soyouz TMA-21 et revenant sur Terre le 16 septembre 2011.
Il est parti vers la Station spatiale internationale le 25 septembre 2014 à bord du vaisseau Soyouz TMA-14M, en tant que membre des expéditions 41 et 42. Il est revenu sur Terre le 12 mars 2015.
Samokoutiaïev est à la retraite depuis 2017.